# Luftschlange

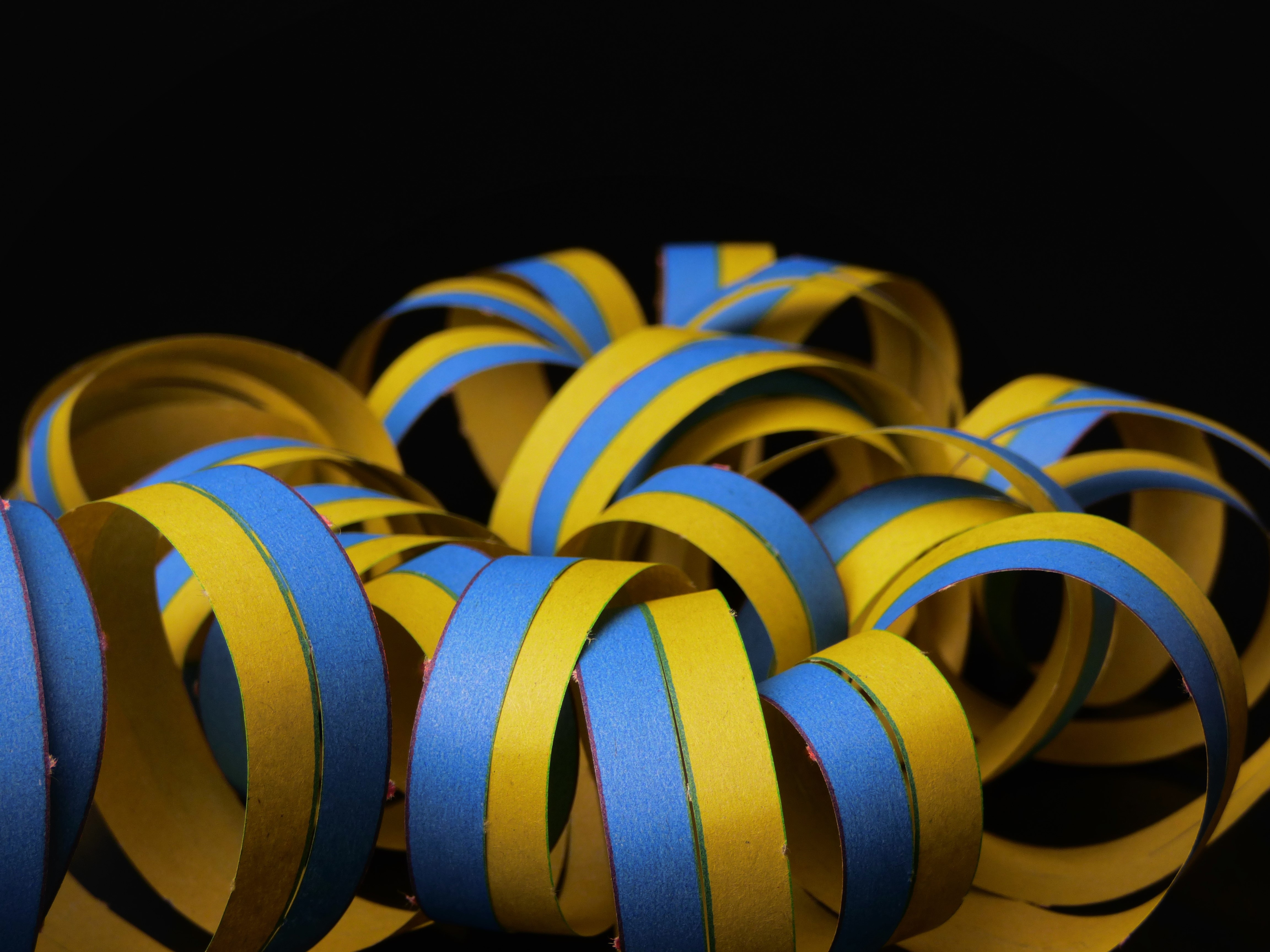
Luftschlangen

Eine Luftschlange ist ein dünner, bunter, zu einem kompakten Ring aufgerollter Papierstreifen, der bei Verwendung durch einen eingeblasenen Luftstrom effektvoll entrollt werden kann.
Luftschlangen werden vor allem zu Silvester und im Karneval gerne benutzt, sind aber allgemein ein beliebter Artikel für Partys. Luftschlangen können sowohl als Scherzartikel als auch zu Dekorationszwecken verwendet werden.

## Entstehung
Erfinder der Luftschlangen war in den 1880er Jahren der Berliner Unternehmer Paul Demuth, Verleger von Scherzpostkarten und Dekorationsartikeln. Demuth baute seine 1886 erworbene Firma F. W. Hoppenworth zu einem großen Schmuckartikelunternehmen aus. Bereits 1887 warnte die Berliner Polizei vor der Verwendung von Papierluftschlangen im Straßenverkehr.

## Herstellung
Luftschlangen entstehen aus Rollen schwer entflammbaren Rohpapiers, das meistens in sechs Farben bedruckt und im Anschluss auf kleinere Rollen gerollt wird. Diese werden dann in die einzelnen Luftschlangen-Ringe zerschnitten. Aussparungen der Messer sorgen dafür, dass die Luftschlangen miteinander verbunden bleiben und vorerst nicht auseinanderfallen. Aus der Breite des großen Papierbogens entstehen kleine Rollen mit jeweils bis zu 20 Luftschlangenröllchen. Sie werden während des Schneidens straff aufgewickelt, damit keine Falten entstehen und die Luftschlange besonders leicht aufgeht.

## Verwendung
Die Luftschlange lässt sich sehr einfach entrollen. Bläst man in das Loch in der Mitte der aufgerollten Luftschlange, so entfaltet sich diese und fliegt mit schlangenartigen Bewegungen durch die Luft.
Der ideale Abstand des Mundes zur Luftschlange liegt, nach einer Reihe von numerischen Simulationen und Versuchen, bei 25–30 cm. Dabei ist es irrelevant, in welchem Winkel der Luftstrom auf die Luftschlange trifft. Ist die Luftschlange erst einmal gestartet, entrollt sie sich selbständig. Es ist zunächst der durch die vorbeiströmende Luft erzeugte Unterdruck, dann die Massenträgheit, die für eine vollständige Abwicklung sorgt. Auch zieht das bereits abgerollte Material weitere Bestandteile aus dem Ring heraus, so dass sich die Schlange selbsttätig vollständig abrollt.

## Trivia
Als Ersatz für „echte“ Luftschlangen wurden, beispielsweise bei den traditionellen Konfettiparaden in New York, ausgediente Ticker tapes benutzt.